# Proteína de Bence Jones

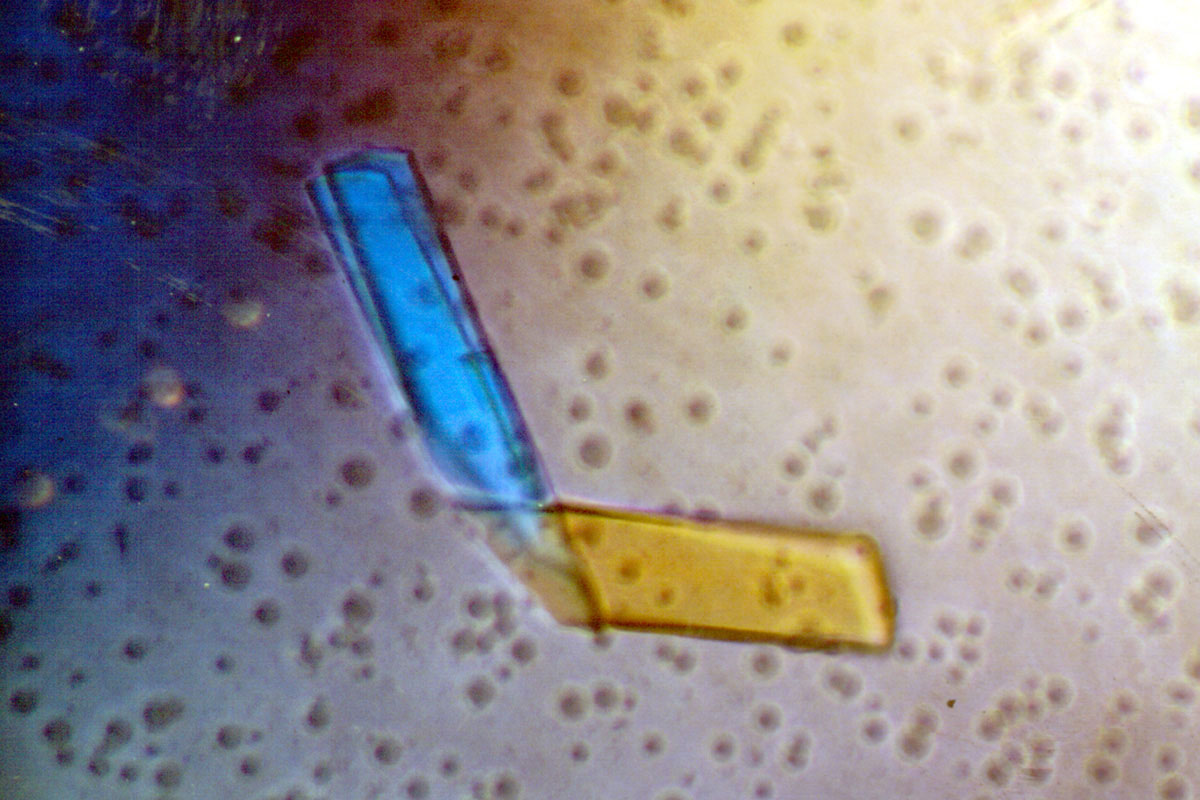
Cristal de proteína de Bence Jones

La proteína de Bence Jones es una globulina monoclonal que se encuentra en sangre u orina. Su detección puede ser sugestiva de mieloma múltiple o macroglobulinemia de Waldenström. El hallazgo de esta proteína en el contexto de manifestaciones de daño orgánico como el cáncer de médula ósea, fallo renal, enfermedad lítica del hueso, anemia o grandes números de células plasmáticas en la médula ósea, es particularmente diagnóstico de mieloma múltiple. Su presencia se da en 2/3 de los casos de mieloma múltiple.

## Características
Las proteínas son cadenas ligeras libres de inmunoglobulina (paraproteínas) y se producen por células plasmáticas neoplásicas. Pueden ser de tipo kappa (en la mayoría de los casos) o lambda. Las cadenas ligeras pueden ser fragmentos de inmunoglobulina o inmunoglobulinas simples homogéneas. Se encuentran en la orina puesto que son pequeñas, y por tanto son fácilmente aclaradas por los riñones. Las cadenas ligeras pueden ser detectadas por calentamiento o electroforesis de orina concentrada. Estas precipitan cuando se las calienta entre 50 y 60 °C y se redisuelven entre 90 - 100 °C. Estos test son esenciales en pacientes sospechosos de tener proteínas de Bence Jones en su orina ya que estas proteínas no reaccionan con los reactivos que se utilizan normalmente en las pruebas habituales de orina. Esto conduce a falsos negativos en pacientes con proteínas Bence Jones en orina sometidos a análisis estándar. Existen varias afecciones raras que producen estas proteínas, como la macroglobulinemia de Waldenström y otras dolencias malignas. 

## Historia
La proteína de Bence Jones fue descrita en 1847 por el médico Inglés Henry Bence Jones y publicado en 1848. La proteína fue secuenciada posteriormente por Frank Putnam en el laboratorio de Frederick Sanger en Cambridge, quien fue el primero en publicar la secuencia completa.